# Diskografie Manfred Mann
Diskografie skupiny Manfred Mann

## Singly
| Datum vydání Všechno jsou data vydání v UK, pokud není uvedeno jinak. | strana A                                                                               | strana B                                                       | UK Singles Chart | Australia Singles Chart | Canadian Singles Chart | NZ Singles Chart 1966+ | Norway Singles Chart | Swedish Singles Chart | U.S. Singles Chart |
| --------------------------------------------------------------------- | -------------------------------------------------------------------------------------- | -------------------------------------------------------------- | ---------------- | ----------------------- | ---------------------- | ---------------------- | -------------------- | --------------------- | ------------------ |
| 26. července 1963                                                     | "Why Should We Not?" (aka "Blue Brave")                                                | "Brother Jack"                                                 | -                | -                       | -                      | -                      | -                    | -                     | -                  |
| 25. října 1963                                                        | "Cock-a-Hoop"                                                                          | "Now You're Needing Me"                                        | -                | -                       | -                      | -                      | -                    | -                     | -                  |
| 10. ledna 1964                                                        | "5-4-3-2-1"                                                                            | "Without You"                                                  | 5                | 79                      | -                      | -                      | -                    | -                     | -                  |
| 10. dubna 1964                                                        | "Hubble Bubble (Toil And Trouble)"                                                     | "I'm Your Kingpin"                                             | 11               | -                       | -                      | -                      | -                    | -                     | -                  |
| 10. července 1964                                                     | "Do Wah Diddy Diddy"                                                                   | "What You Gonna Do?"                                           | 1                | 2                       | 1                      | -                      | 4                    | 1                     | 1                  |
| 9. října 1964                                                         | "Sha La La"                                                                            | "John Hardy"                                                   | 3                | 52                      | 12                     | -                      | 7                    | 6                     | 12                 |
| 8. ledna 1965                                                         | "Come Tomorrow"                                                                        | "What Did I Do Wrong"                                          | 4                | 24                      | 20                     | -                      | -                    | -                     | 50                 |
| 9. dubna 1965                                                         | "Oh No, Not My Baby"                                                                   | "What Am I Doing Wrong"                                        | 11               | 67                      | -                      | -                      | -                    | -                     | -                  |
| červen 1965 V UK jako singl nevydáno                                  | "My Little Red Book"                                                                   | "What Am I Doing Wrong"                                        | -                | 26                      | -                      | -                      | -                    | -                     | 124                |
| 18. června 1965 EP v žebříčku SP mimo UK                              | "The One In The Middle"                                                                | "Watermelon Man" / "What am I to Do?" / "With God on Our Side" | -                | 36                      | -                      | -                      | -                    | -                     | -                  |
| 10. září 1965                                                         | "If You Gotta Go, Go Now"                                                              | "Stay Around"                                                  | 2                | 4                       | -                      | -                      | -                    | 7                     | -                  |
| prosinec 1965 V UK jako SP nebylo vydáno                              | "Hi Lili, Hi Lo"                                                                       | "She Needs Company"                                            | -                | 19                      | -                      | -                      | -                    | -                     | -                  |
| 15. dubnal 1966                                                       | "Pretty Flamingo"                                                                      | "You’re Standing By"                                           | 1                | 3                       | 2                      | 1                      | 3                    | 6                     | 29                 |
| 1. července 1966                                                      | "You Gave Me Somebody to Love" (Released by HMV Records when the group changed labels) | "Poison Ivy"                                                   | 36               | 98                      | -                      | -                      | -                    | -                     | -                  |
| 29. července 1966                                                     | "Just Like a Woman"                                                                    | "I Wanna Be Rich"                                              | 10               | 24                      | -                      | 3                      | -                    | 1                     | 101                |
| 17. srpna 1966 Vydáno pouze v US                                      | "When Will I Be Loved"                                                                 | "Did You Have To Do That"                                      | -                | -                       | -                      | -                      | -                    | -                     | -                  |
| 21. října 1966                                                        | "Semi-Detached Suburban Mr James"                                                      | "Morning After the Party"                                      | 2                | 32                      | -                      | 3                      | -                    | 11                    | -                  |
| 23. března 1967                                                       | "Ha! Ha! Said the Clown"                                                               | "Feeling So Good"                                              | 4                | 11                      | -                      | 2                      | 2                    | 5                     | -                  |
| 5. května 1967                                                        | "Sweet Pea"                                                                            | "One Way"                                                      | 36               | -                       | -                      | -                      | -                    | -                     | -                  |
| 25. srpna 1967                                                        | "So Long, Dad"                                                                         | "Funniest Gig"                                                 | -                | -                       | -                      | 8                      | -                    | -                     | -                  |
| 12. ledna 1968                                                        | "Mighty Quinn"                                                                         | "By Request – Edwin Garvey"                                    | 1                | 8                       | 3                      | 1                      | 2                    | 1                     | 10                 |
| 23. února 1968                                                        | "Theme from "Up the Junction"                                                          | "Sleepy Hollow"                                                | -                | -                       | -                      | -                      | -                    | -                     | -                  |
| 7. června 1968                                                        | "My Name is Jack"                                                                      | "There is a Man"                                               | 8                | 7                       | 27                     | 10                     | -                    | -                     | 104                |
| 29. listopadu 1968                                                    | "Fox on the Run"                                                                       | "Too Many People"                                              | 5                | 7                       | 97                     | 1                      | 6                    | 10                    | -                  |
| 18. dubna 1969                                                        | "Ragamuffin Man"                                                                       | "A ‘B’ Side"                                                   | 8                | 18                      | -                      | 5                      | -                    | -                     | -                  |

## UK EPs
| Datum vydání      | Titul                      | Stopy | Katalogové číslo |
| ----------------- | -------------------------- | --- | ---------------- |
| 1. května 1964    | Manfred Mann’s Cock-A-Hoop | "5-4-3-2-1" / "Cock-a-Hoop" / "Without You" / "Why Should We Not?"                                                                              | HMV 7EG 8848     |
| 6. listopadu 1964 | Groovin’ With Manfred Mann | "Groovin'" / "Do Wah Diddy Diddy" / "Can't Believe It" / "Did You Have to Do That?"                                                             | HMV 7EG 8876     |
| 18. června 1965   | The One in the Middle      | "The One in the Middle" / "Watermelon Man" / "What am I to Do?" / "With God on Our Side"                                                        | HMV 7EG 8908     |
| 17. prosince 1965 | No Living Without Loving   | "There's No Living Without Your Loving" / "Let’s Go Get Stoned" / "Tired of Trying, Bored With Lying, Scared of Dying" / "I Put a Spell on You" | HMV 7EG 8922     |
| 29. dubna 1966    | Machines                   | "Machines" / "She Needs Company" / "Tennessee Waltz" / "When Will I Be Loved?"                                                                  | HMV 7EG 8942     |
| 17. června 1966   | Instrumental Asylum        | "Still I'm Sad" / "My Generation" / "I Can't Get No Satisfaction" / "I Got You Babe"                                                            | HMV 7EG 8949     |
| 21. října 1966    | As Was                     | "I Can't Believe What You Say" / "That’s All I Ever Want From You Babe" / "Driva Man" / "It’s Getting Late"                                     | HMV 7EG 8962     |
| 2. prosince 1966  | Instrumental Assassination | "Sunny" / "Wild Thing" / "Getaway" / "With a Girl Like You"                                                                                     | Fontana TE 17483 |

## UK alba
| Datum vydání    | Titul                                           | UK Albums Chart | Katalogové číslo           |
| --------------- | ----------------------------------------------- | --------------- | -------------------------- |
| 11. září 1964   | The Five Faces of Manfred Mann                  | 3               | HMV CLP 1731               |
| 15. října 1965  | Mann Made                                       | 7               | HMV CLP 1911/CSD 1628      |
| 9. září 1966    | Mann Made Hits                                  | 11              | HMV CLP 3559               |
| 21. října 1966  | As Is                                           | 22              | Fontana TL/STL 5377        |
| 13. ledna 1967  | Soul of Mann                                    | 40              | HMV CLP/CSD 3594           |
| 23. února 1968  | Up The Junction (Original Soundtrack Recording) | -               | Fontana TL/STL 546023/2/68 |
| 16. března 1968 | What a Mann                                     | -               | Fontana SFL 13003          |
| 28. června 1968 | Mighty Garvey!                                  | -               | Fontana TL/STL 5470        |

## US alba
| Datum vydání      | Titul                                           | U.S. Albums Chart | Katalogové číslo                                 |
| ----------------- | ----------------------------------------------- | ----------------- | ------------------------------------------------ |
| 17. září 1964     | The Manfred Mann Album                          | 35                | Ascot ALM 13015 (Mono)/ALS 16015(Stereo)         |
| 8. února 1965     | The Five Faces of Manfred Mann                  | 141               | Ascot ALM 13018/ALS 16018                        |
| 13. září 1965     | My Little Red Book Of Winners!                  | -                 | Ascot ALM 13021/ALS 15021                        |
| 5. listopadu 1965 | Mann Made                                       | -                 | Ascot ALM 13024/ALS 16024                        |
| 19. července 1966 | Pretty Flamingo                                 | -                 | United Artists UAL 3549 (Mono)/UAS 6549 (Stereo) |
| 13. října 1966    | Manfred Mann’s Greatest Hits                    | -                 | United Artists UAL 3551/UAS 6551                 |
| 11. března 1968   | Up The Junction (Original Soundtrack Recording) | -                 | Mercury SR 61159                                 |
| 6. května 1968    | The Mighty Quinn                                | -                 | Mercury SR 61168                                 |